# R-6直升機
西科斯基 R-6（英語：Sirkosky R-6）是一款由塞考斯基飛機公司於1940年代研製的輕型雙座直升機。在英軍服役期間，它被命名為Hoverfly II。

## 發展

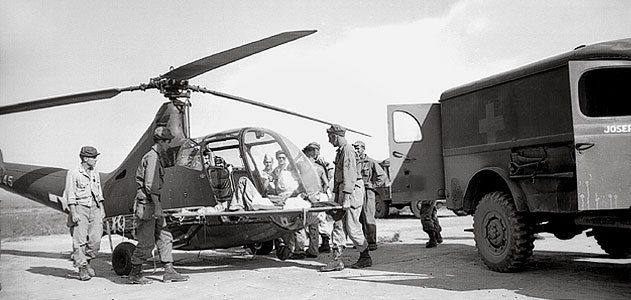
一架於菲律賓呂宋島後送傷患的R-6A

為了增強R-4直升機的性能，賽考斯基決定升級R-4，並將其編號為R-6。R-6擁有全新的流線型機身，並加長和拉直了承載尾槳的吊桿。然R-6繼續使用R-4的主旋翼和傳動系統。
賽考斯基將他們的Model 49（49號模型)提交給國防部，而後Doman Helicopters Inc.對其對旋翼進行了動態平衡修改。相比於早期版本時速只有82mph(132 km/h)，新版本的時速可達100mph(160km/h）。

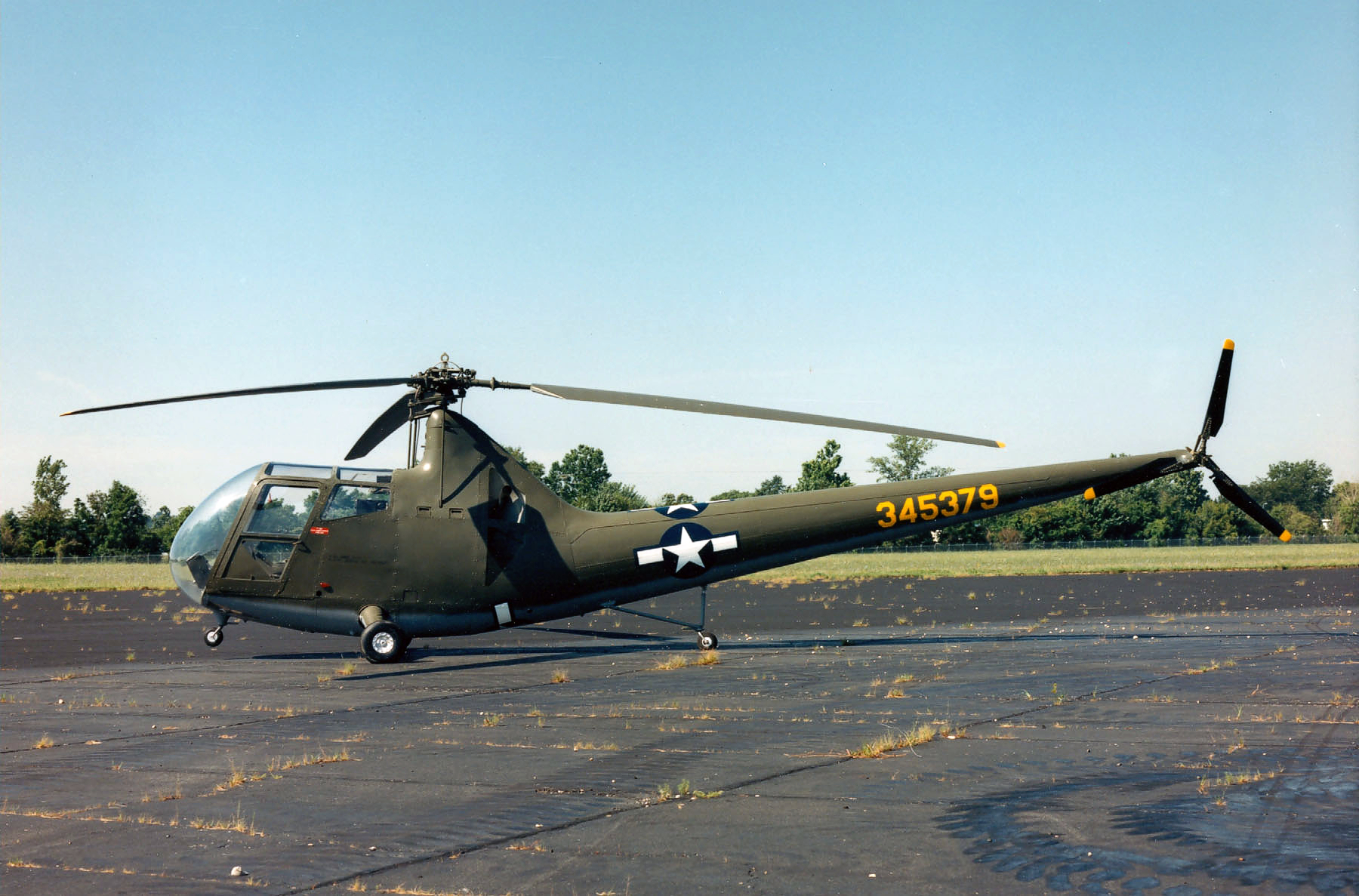
一架位於美國空軍國家博物館的R-6A Hoverfly

最初的R-6皆由賽考斯基製造，然大部分後來都交給Nash-Kelvinator製造。而部分後續版本擁有更強勁的發動機。

## 型號
- XR-6

裝載1具225hp(168kW)Lycoming O-435-7發動機的原型機，共1架
- XR-6A

裝載1具240hp(180kW)Lycoming O-405-9發動機的原型機，共5架，其中三架被海軍編號為XHOS-1
- YR-6A

由Nash-Kelvinator製造的XR-6A，但有對其進行小改動
- R-6A

由Nash-Kelvinator生產的服役版本，共36架給美國海軍和27架給英國皇家空軍，並分別編號為HOS-1和Hoverfly II
- HOS-1

美國海軍版本的R-6A
- H-6A

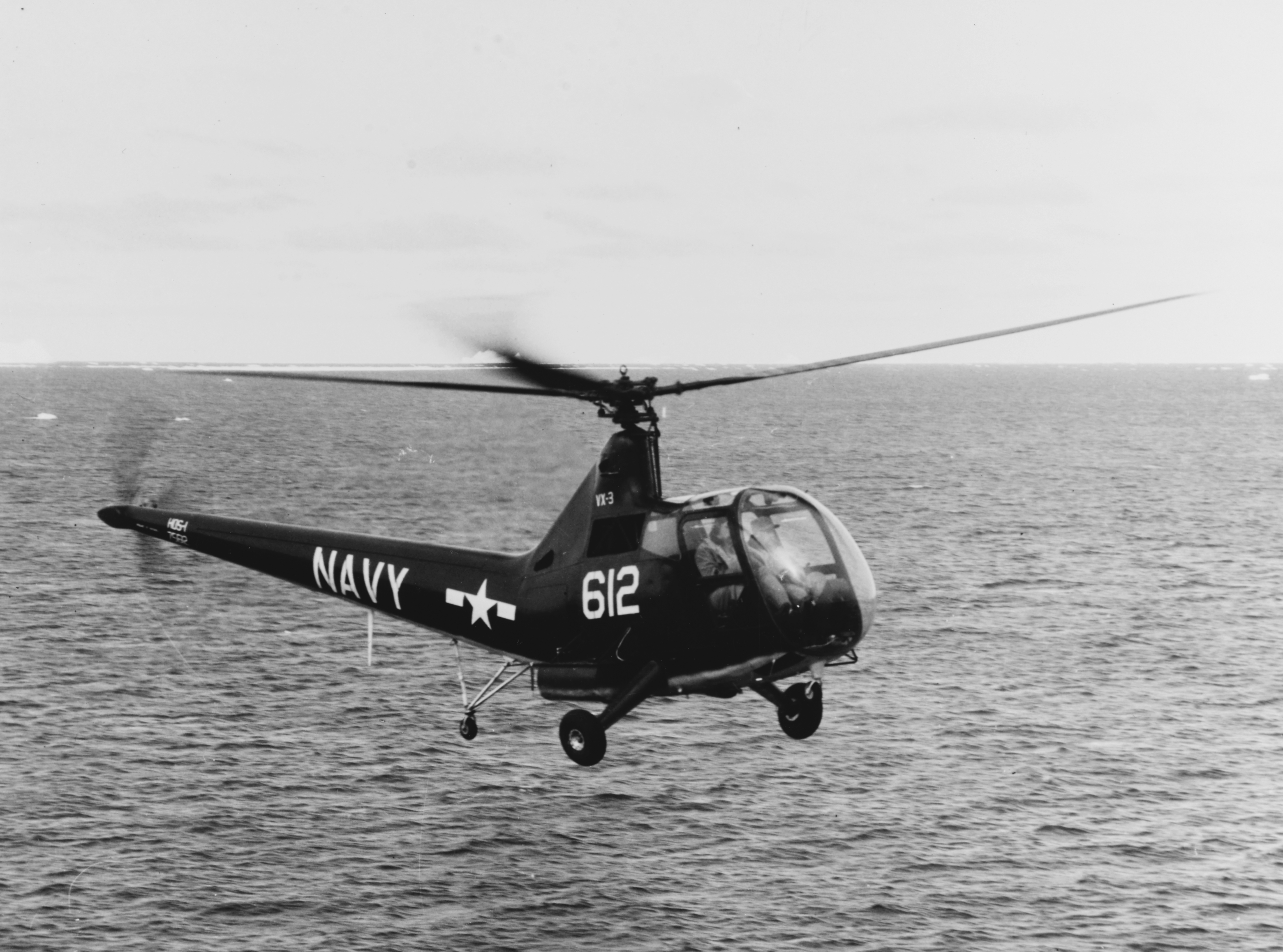
一架飛行中的美國海軍HOS-1

美國陸軍航空軍操控的版本，於1948年交還給陸軍使用
- R-6B

計畫為裝備225hp(168kW)Lycoming O-435-7的變化，但最終未執行
- XR-7

計畫為裝備240hp(180kW)Lycoming O-405-9發動機的發展型號，但最終未執行
- Doman LZ-1

一架改裝為測試平台的R-6A
- Doman LZ-1A

一架改裝為測試平台的R-6A，裝備有Doman設計的無鉸鏈旋翼葉片和自潤滑旋翼輪轂。

### 引用
1. ↑  Swanborough, 1963, p.529